# Kanton Montrésor
Montrésor is een voormalig kanton van het Franse departement Indre-et-Loire. Het kanton maakte deel uit van het arrondissement Loches. Het werd opgeheven bij decreet van 18 februari 2014 met uitwerking op 22 maart 2015. Alle gemeenten werden toegevoegd aan het kanton Loches.

## Gemeenten
Het kanton Montrésor omvatte de volgende gemeenten:
- Beaumont-Village
- Chemillé-sur-Indrois
- Genillé
- Le Liège
- Loché-sur-Indrois
- Montrésor (hoofdplaats)
- Nouans-les-Fontaines
- Orbigny
- Villedômain
- Villeloin-Coulangé